# Maison de plage des astronautes
La maison de plage des astronautes (en anglais : Astronaut beach house) est une maison à deux étages construite en 1962 à la future base de lancement de Cap Canaveral, en Floride.
La National Aeronautics and Space Administration (NASA) achète la zone, la plage Neptune (Neptune Beach), via une expropriation pour 31 500 $ en 1963 pour accueillir le centre spatial Kennedy en expansion, et d'autres maisons privées sur la zone sont ainsi démolies. Contrairement à une station-service et à un magasin à proximité, la maison est laissée et sert de point de rassemblement social aux astronautes avant le lancement.
Officiellement, elle s'appelle alors le bâtiment de formation et de réadaptation des astronautes (Astronaut Training and Rehabilitation Building). Désormais, il s'appelle officiellement le centre de conférence du centre spatial Kennedy (Kennedy Space Center Conference Center). Tout au long de son histoire avec la NASA, elle est connue sous le nom de maison de plage des astronautes (Astronaut beach house) ou simplement la maison de plage (Beach house).
Elle se trouve à cinquante mètres du rivage, directement entre les complexes de lancement 40 et 41. Elle sert également de centre de conférence privé et permet aux astronautes et à leurs familles de se réunir en privé et de faire des barbecues avant le lancement. La maison contient des souvenirs, notamment des bouteilles de vin signées par les membres de l'équipage identifiés par des autocollants de mission.